# 九龍巴士86A線
九龍巴士86A線是香港一條來往沙田圍及長沙灣（甘泉街）的巴士路線。
九龍巴士286A線是香港一條循環來往沙田圍及長沙灣的巴士路線，途經大圍、青沙公路、美孚、長沙灣、深水埗、石硤尾及白田邨後，取道獅子山隧道返回大圍，只在每日上午提供服務。

## 歷史
- 1985年2月10日：投入服務，替代86於沙角邨及乙明邨的服務，加經田心街。
- 1988年5月23日：配合86B（現286X）投入服務，不再經田心街。
- 1997年1月16日：增派空調巴士行走。
- 2011年2月2日：改為全空調服務[4]；不過本線早於2010年11月19日已開始自行提升至全空調服務。
- 2014年8月23日：配合87A取消，往長沙灣方向改經沙角街、乙明邨街、沙角街，後返回車公廟路原線。
- 2015年4月11日：往長沙灣方向加停大涌橋路曾大屋站[5]。
- 2015年6月27日：增設到站時間預報。[6]
- 2024年5月5日：每日10:15或之前由沙田圍開出之班次往九龍方向改經青沙公路，並以循環線形式運作及更改編號為286A。[7]

## 服務時間及班次
86A
| 沙田圍開         | 沙田圍開    | 沙田圍開     | 長沙灣（甘泉街）開 | 長沙灣（甘泉街）開 | 長沙灣（甘泉街）開 |
| 日期             | 服務時間    | 班次（分鐘） | 日期               | 服務時間           | 班次（分鐘）       |
| ---------------- | ----------- | ------------ | ------------------ | ------------------ | ------------------ |
| 星期一至五       | 10:40       | 10:40        | 星期一至五         | 11:05              | 11:05              |
| 星期一至五       | 11:05-18:55 | 25           | 星期一至五         | 11:30-17:00        | 23                 |
| 星期一至五       | 18:55-23:55 | 30           | 星期一至五         | 17:00-18:40        | 20                 |
|                  |             |              | 星期一至五         | 18:40-19:55        | 25                 |
| 19:55-23:55      | 30          |              | 星期一至五         |                    |                    |
| 星期六           | 10:40-16:55 | 25           | 星期六             | 11:05              | 11:05              |
| 星期六           | 16:55-23:55 | 30           | 星期六             | 11:30-13:30        | 30                 |
|                  |             |              | 星期六             | 13:30-23:55        | 25                 |
| 星期日及公眾假期 | 10:40-11:40 | 20           | 星期日及公眾假期   | 11:05-12:25        | 20                 |
| 星期日及公眾假期 | 11:40-17:55 | 25           | 星期日及公眾假期   | 12:25-19:55        | 25                 |
| 星期日及公眾假期 | 17:55-23:55 | 30           | 星期日及公眾假期   | 19:55-23:55        | 30                 |

286A
| 沙田圍開             | 沙田圍開    | 沙田圍開     |
| 日期                 | 服務時間    | 班次（分鐘） |
| -------------------- | ----------- | ------------ |
| 星期一至五           | 05:45-07:00 | 25           |
| 星期一至五           | 07:20       |              |
| 星期一至五           | 07:35-08:20 | 15           |
| 星期一至五           | 08:20-09:00 | 20           |
| 星期一至五           | 09:00-10:15 | 25           |
| 星期六、日及公眾假期 | 05:45-08:40 | 25           |
| 星期六、日及公眾假期 | 09:00       |              |
| 星期六、日及公眾假期 | 09:25-10:15 | 25           |

## 收費
(2)86A
全程：$7.5
- 過獅子山隧道後往沙田圍：$6.4
- 大圍站往沙田圍：$6.2

| - 本線設有12歲以下小童及65歲或以上長者半價優惠。 - 65歲或以上香港居民使用「樂悠咭」，以及12歲以下合資格殘疾兒童使用「殘疾人士身份」個人八達通繳付車資，均可享有每程$2.0或半價（以較低者為準）的票價優惠；12至64歲合資格殘疾人士使用「殘疾人士身份」個人八達通（包括「樂悠咭」），以及60至64歲香港居民使用「樂悠咭」繳付車資，均可享有每程$2.0或全費（以較低者為準）的票價優惠。 - 65歲或以上長者如使用長者或一般個人八達通繳付車資，則只可享有半價優惠；12至64歲合資格殘疾人士如不使用「殘疾人士身份」個人八達通，以及60至64歲人士如不使用「樂悠咭」繳付車資，必須繳付全費。 - 乘客可以現金或八達通於上車時付款，不設找續。 - 每位成人乘客可免費攜帶最多兩名4歲以下而不佔座位的兒童乘客乘車，超額之4歲以下小童必須繳付小童車費乘車。 - 持有「九巴月票」之乘客在車票有效期內，每日可享最多10程任何九龍巴士及龍運巴士路線（包括本路線，以及聯營路線的九龍巴士／龍運巴士提供的班次；惟乘搭機場「A」及「NA」線則可享原價二七折優惠（不會計算每天10次合資格車程））；而B1線則每日可享最多各2程（不會計算每天10次合資格車程）。 - 九龍巴士、城巴、龍運巴士及陽光巴士全職員工及家屬（不包括外判職員）可免費乘搭本路線，惟必須拍職員或職員家屬八達通。 - 乘客亦可透過多元化電子支付系統（e度嘟）繳付車資，包括使用非接觸式VISA卡、JCB卡、萬事達卡、銀聯卡、美國運通、大來國際、Discover Card、Apple Pay、Google Pay、Samsung Pay、AlipayHK「易乘碼」、支付寶、WeChatHK／微信支付「搭車碼」、銀聯雲閃付「乘車碼」及BOC Pay「乘車碼」。乘客使用此付款方式，使用此支付方式的乘客可享有中途下車之分段收費，以及與其他九巴／龍運獨營路線或聯營線九巴／龍運班次之轉乘優惠，惟不適用於與非九巴／龍運路線之轉乘優惠，亦不能享有「公共交通費用補貼計劃」及「長者及合資格殘疾人士公共交通票價優惠計劃」。 |

### 八達通轉乘優惠
| 第一程／第二程路線 | 第二程優惠車資              | 時限    |
| --- | --------------------------- | ------- |
| 72X、74A、80／80A／80P、80M、81C／281B／281X、 85、85A、85B、86、86A、86C、87B、87D／87E、 89、89B、270A／270C、271／271B／271P、281A | 成人：$4.2 小童／長者：$2.1 | 150分鐘 |

注意事項：

- 乘客可於各個可接駁第二程路線的巴士站轉車。
- 轉乘優惠不適用於轉乘同一路線或用"/"劃分的組別之路線。

官方網頁：請按此

## 使用車輛
最初派1980年代行走的利蘭珍寶/平頂寶巴士（D）行走，及後很快便以「雞車」利蘭勝利二型（G）及丹尼士巨龍11米非空調巴士（S3N）為主帥，間中亦有11米利蘭奧林比安（S3BL），其後90年代則多以丹尼士巨龍11米非空調巴士（S3N）行駛。在2000年後，開始以丹尼士巨龍9.9米和11米空調巴士（ADS/AD）及富豪奧林比安11米空調巴士(AV)行駛
現時本線使用3輛亞歷山大丹尼士Enviro 500 12米（1輛ATE及2輛ATEU）及3輛亞歷山大丹尼士Enviro 500 MMC 12米（ATENU）雙層巴士，均屬沙田車廠。
| 車隊編號  | 車牌   |
| --------- | ------ |
| ATE122    | LF6001 |
| ATEU31    | PY5070 |
| ATEU32    | PY5968 |
| ATENU1675 | SP9483 |
| ATENU271  | SP8532 |
| ATENU295  | ST5652 |

## 行車路線
86A

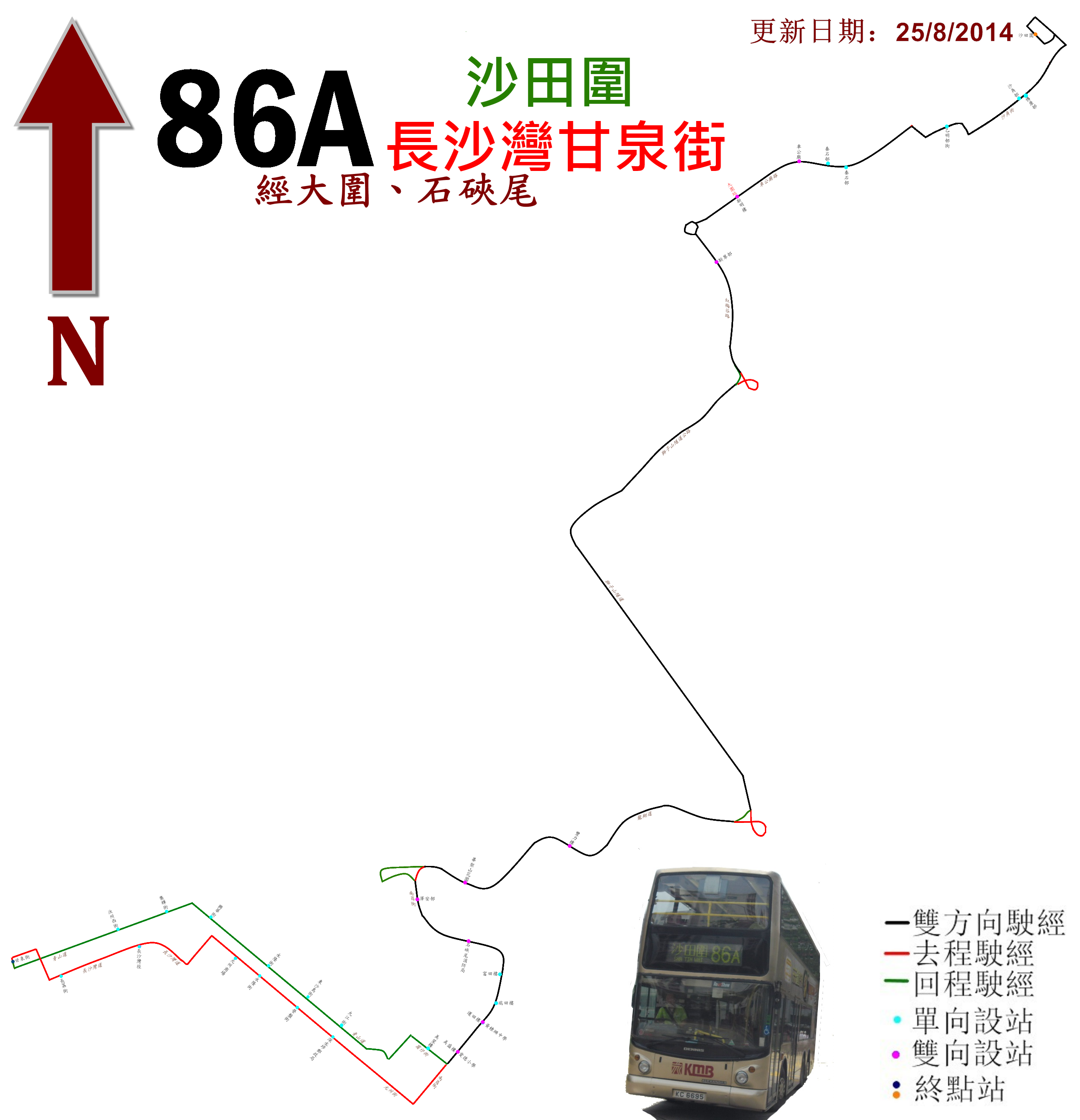
86A線的走線圖

沙田圍開經：崗背街、沙角街、乙明邨街、沙角街、大涌橋路、車公廟路、紅梅谷路、獅子山隧道公路、獅子山隧道、龍翔道、南昌街、元州街、長沙灣道、長順街、大南西街、瓊林街及甘泉街。
長沙灣（甘泉街）開經：甘泉街、青山道、白田街、窩仔街、南昌街、龍翔道、獅子山隧道、獅子山隧道公路、紅梅谷路、車公廟路、大涌橋路、沙角街、乙明邨街、沙角街、崗背街及怡成坊。
86A線之具體停站請參考資訊框
286A
經：崗背街、沙角街、乙明邨街、沙角街、大涌橋路、車公廟路、青沙公路（沙田嶺隧道、尖山隧道）、呈祥道、葵涌交匯處、葵涌道、長沙灣道、通州西街、青山道、白田街、窩仔街、南昌街、龍翔道、獅子山隧道、獅子山隧道公路、紅梅谷路、車公廟路、大涌橋路、沙角街、乙明邨街、沙角街、崗背街及怡成坊。
286A線之具體停站請參考資訊框

## 客量
此路線為沙田圍及大圍來往西九龍路線，客量不俗，但自長沙灣工廠區通勤人流開始銳減，以及港鐵馬鞍山線通車後，本線客量明顯下跌，乘客大部分是喜歡以較低廉車資、「一程過」或「見車上車」才乘搭。但之後2014年87A線改以287X而不經白田邨、石硤尾、深水埗，以及86C線改道不經大圍後，使本線客量逐漸回流而增長，但九巴並沒有因此而加密班次，只改派長車身巴士行走。